# Нововоронцовська селищна рада
Нововоронцо́вська се́лищна ра́да — адміністративно-територіальна одиниця та орган місцевого самоврядування в Нововоронцовському районі Херсонської області. Адміністративний центр — селище міського типу Нововоронцовка.

## Загальні відомості
- Територія ради: 599,8 км²
- Населення ради: 7 115 осіб (станом на 2001 рік)
- Водоймища на території, підпорядкованій даній раді: річка Дніпро, Каховське водосховище

## Населені пункти
Селищній раді підпорядковані населені пункти:
- смт Нововоронцовка

## Склад ради
Рада складається з 30 депутатів та голови.
- Голова ради: Марчук Володимир Володимирович
- Секретар ради: Мартиненко Людмила Олександрівна

### Керівний склад попередніх скликань
| Прізвище, ім'я, по батькові   | Основні відомості                                                | Дата обрання | Дата звільнення |
| ----------------------------- | ---------------------------------------------------------------- | ------------ | --------------- |
| Семенютенко Микола Вікторович | Селищний голова, 1955 року народження, безпартійний              | 26.03.2006   | 31.10.2010      |
| Рохальчук Світлана Миколаївна | Селищний голова, 1963 року народження, освіта вища, позапартійна | 31.10.2010   |                 |

Примітка: таблиця складена за даними сайту Верховної Ради України

### Депутати
За результатами місцевих виборів 2010 року депутатами ради стали:

#### За суб'єктами висування
| Суб'єкт висування               | Кількість обраних депутатів | %    |
| ------------------------------- | --------------------------- | ---- |
| Партія регіонів                 | 12                          | 40   |
| Самовисування                   | 10                          | 33,3 |
| Комуністична партія України     | 7                           | 23,3 |
| Політична партія «Наша Україна» | 1                           | 3,3  |

#### За округами
| № округу                        | Прізвище, ім'я, по батькові      | Дата визнання обраним | Освіта             | Партійна приналежність                | Відомості про обраного депутата                                                            |
| ------------------------------- | -------------------------------- | --------------------- | ------------------ | ------------------------------------- | ------------------------------------------------------------------------------------------ |
| Комуністична партія України     |                                  |                       |                    |                                       |                                                                                            |
| 2                               | Недосик Леонід Микитович         | 03.11.2010            | середня            | член Комуністичної партії України     | пенсіонер                                                                                  |
| 4                               | Мозгова Надія Анатоліївна        | 03.11.2010            | середня            | член Комуністичної партії України     | тимчасово не працює                                                                        |
| 7                               | Бокий Василь Васильович          | 03.11.2010            | середня            | член Комуністичної партії України     | пенсіонер                                                                                  |
| 12                              | Єднак Сергій Іванович            | 03.11.2010            | середня спеціальна | позапартійний                         | ППУ № 20, начальник                                                                        |
| 20                              | Хижняк Віктор Пантелійович       | 03.11.2010            | середня спеціальна | член Комуністичної партії України     | ДОСААФ, інструктор                                                                         |
| 29                              | Циганок Ігор Олександрович       | 03.11.2010            | вища               | позапартійний                         | Бюро технічної інвентаризації, інженер І категорії                                         |
| 30                              | Ткачова Оксана Остапівна         | 03.11.2010            | вища               | позапартійна                          | Селищна рада, спеціаліст II категорії з питань сім'ї, молоді та спорту                     |
| Партія регіонів                 |                                  |                       |                    |                                       |                                                                                            |
| 3                               | Пасіченко Віталій Григорович     | 03.11.2010            | вища               | позапартійний                         | МПП «Тавр&я», заступник генерального директора                                             |
| 5                               | Барановська Валентина Василівна  | 03.11.2010            | вища               | позапартійна                          | відділення ПАТ «Кредобанк», начальник                                                      |
| 6                               | Бриж Олена Ростиславівна         | 03.11.2010            | вища               | позапартійна                          | Райдержадміністрація, начальник служби у справах дітей                                     |
| 9                               | Бурлай Дмитро Валерійович        | 03.11.2010            | вища               | позапартійний                         | МДПІ, начальник юридичного відділу                                                         |
| 13                              | Карпенко Світлана Миколаївна     | 03.11.2010            | вища               | член Партії регіонів                  | МПП «Агро- експерт», директор                                                              |
| 14                              | Гончаров Олег Георгійович        | 03.11.2010            | вища               | член Партії регіонів                  | фермерське господарство «Ельф», голова                                                     |
| 16                              | Зоріна Ірина Валеріївна          | 03.11.2010            | середня спеціальна | член Партії регіонів                  | МПП «Тавр&я», бухгалтер                                                                    |
| 18                              | Мельник Валентин Петрович        | 03.11.2010            | середня спеціальна | позапартійний                         | пенсіонер                                                                                  |
| 23                              | Березко Василь Дмитрович         | 03.11.2010            | вища               | член Партії регіонів                  | МПП «Таврія», директор маслозаводу                                                         |
| 26                              | Колошин Одександр Вікторович     | 03.11.2010            | середня спеціальна | член Партії регіонів                  | АТОВ «МТС», директор                                                                       |
| 27                              | Жовтоног Раїса Петрівна          | 03.11.2010            | вища               | позапартійна                          | загальноосвітня школа I-III ст. № 1, педагог- організатор                                  |
| 28                              | Феськів Антоніна Андріївна       | 03.11.2010            | середня спеціальна | позапартійна                          | ЦРЛ, головна медична сестра                                                                |
| Політична партія «Наша Україна» |                                  |                       |                    |                                       |                                                                                            |
| 21                              | Нікітович Олександр Васильович   | 03.11.2010            | вища               | член Політичної партії «Наша Україна» | приватний підприємець                                                                      |
| Самовисування                   |                                  |                       |                    |                                       |                                                                                            |
| 1                               | Лехан Олена Василівна            | 01.04.2013            | вища               | позапартійна                          | пенсіонерка                                                                                |
| 8                               | Мураєнко Анатолій Юрійович       | 03.11.2010            | вища               | позапартійний                         | Селищна рада, спеціаліст II категорії з юридичних питань                                   |
| 10                              | Хита Олександр Петрович          | 28.03.2011            | вища               | позапартійний                         | Золотобалківський ХПП, комерційний директор                                                |
| 11                              | Семенюк Наталя Миколаївна        | 06.06.2011            | вища               | позапартійна                          | Нововоронцовська РДА, начальник фінансового управління                                     |
| 15                              | Чернишенко Інна Вікторівна       | 03.11.2010            | вища               | член Партії регіонів                  | Управління праці та соціального захисту населення, головний спеціаліст                     |
| 17                              | Єднак Людмила Анатоліївна        | 01.04.2013            | середня спеціальна | позапартійна                          | пенсіонерка                                                                                |
| 19                              | Забуранний Микола Петрович       | 06.06.2011            | вища               | член Комуністичної партії України     | пенсіонер                                                                                  |
| 22                              | Кандибал Ігор Якович             | 06.06.2011            | середня спеціальна | член Партії регіонів                  | приватний підприємець                                                                      |
| 24                              | Пахомов Олександр Дмитрович      | 06.06.2011            | вища               | позапартійний                         | Нововоронцовський РВ ГУМНС України в Херсонській області, начальник третьої варти 20-ї ППЧ |
| 25                              | Мартиненко Людмила Олександрівна | 03.11.2010            | вища               | позапартійна                          | Селищна рада, секретар                                                                     |